# Ackley Bridge
Ackley Bridge é uma série de televisão britânica que começou a ser transmitida no Channel 4 em 7 de junho de 2017. A história se passa em uma escola universitária multicultural de mesmo nome em uma pequena cidade fictícia de Yorkshire. Uma segunda temporada de doze episódios foi então anunciada, transmitida de 5 de junho a 21 de agosto de 2018.
Depois que a terceira temporada constituída de oito episódios foi transmitida de 18 de junho de 2019 a 6 de agosto de 2019, Ackley Bridge foi renovada para uma quarta temporada com dez episódios de 30 minutos. Enquanto a quarta série foi originalmente programada para ir ao ar em setembro de 2020, as filmagens foram adiadas devido à pandemia de COVID-19.

## Elenco
- Sunetra Sarker	...	 Kaneez Paracha
- Jo Joyner	...	 Mandy Carter
- Amy-Leigh Hickman	...	 Nasreen Paracha
- Lorraine Cheshire	...	 Lorraine Bird
- Zain Khan	...	 Zain Younis
- Abdullah Shahid	...	 Mo Ahktar
- Arbaz Rashid	...	 Waqar Abdelrahman
- India Parsan	...	 Tahira Abad
- Nathan Green	...	 Neil Sykes
- Harry Lodge	...	 Dan Fairfax
- Nazmeen Kauser	...	 Razia Paracha
- Cody Ryan	...	 Hayley Booth
- Fern Deacon	...	 Chloe Voyle
- Sam Retford	...	 Cory Wilson
- Chloe Lumb	...	 Shannon Burns
- Maariah Hussain	...	 Alya Nawaz
- Nohail Nazir Mohammed	...	 Riz Nawaz
- Adil Ray	...	 Sadiq Nawaz